# 米尔扎·阿布·巴克尔·杜格拉特
阿布·巴克爾（15世纪？—1514年），東察合台汗国杜格拉特部埃米尔。1465年开始統治叶尔羌与蒙兀儿斯坦一部分，他在1480年继承统治喀什。他是杜格拉特部埃米尔赛义德·阿里之孙，他在1435年赶走了帖木儿王朝在喀什的官员。
他在1480年反对羽奴思，速檀阿黑麻打败了他。在1499年取得喀什后失去，在1514年他败给赛德苏丹逃亡拉达克死在那里。